# 韩杼滨
韩杼滨（1932年2月—），男，黑龍江哈爾濱人，中国共产黨、中华人民共和国政治人物，原副国级领导人。曾任中華人民共和國最高人民檢察院檢察長、中華人民共和國鐵道部部長、中共中央紀律檢查委員會副書記、中央社會治安綜合治理委員會副主任、中國法學會會長。

## 生平
1932年生於哈爾濱。1950年加入中國共產黨。韩杼滨自1946年4月起長期在鐵路系統工作，起初在哈尔滨铁路局顾乡屯站担任站务员，后曾在哈尔滨列车段担任运转车长，1949年随铁道兵南下干部大队由黑龙江南下，此后在柳州铁路局工作三十余年，先后在柳州铁路局和上海铁路局担任局长。於1992年到1998年，任中華人民共和國鐵道部部長，任职期间中国铁路实施第一次大提速，1998年後任最高人民檢察院檢察長、中华人民共和国首席大檢察官，兼任中国共产党中央纪律检查委员会副書記、中央社會治安綜合治理委員會副主任。2003年交卸檢察長及其他職務後，接替任建新，擔任中國法學會會長，2013年卸任。